# حقوق الإنسان في الأردن

حقوق الإنسان في الأردن العديد من المؤسسات الديمقراطية ومؤسسات المجتمع المدني غير منظمة بشكل كافي، ولا يوجد لديها مهارات سياسة لأداء دورها على نحو فعال ومؤثر. بالإضافة إلى ذلك، تواجه المنظمات غير الحكومية إطار قانوني وإداري لا يساعد كثيرا على النمو والتوسع في هذا المجال. تقارير وسائل الإعلام على الساحة السياسية الأردنية أقل تطوراً من ما هو موجود في الديمقراطيات الغربية. وهناك أيضا مستوى منخفض نسبياً من مشاركة المجتمع المدني في عملية صنع القرار. شرعت الحكومة الأردنية بالحوار مع مجموعة واسعة من المجموعات ذات الصلة، وتشمل الأحزاب السياسية والنقابات المهنية، كما بدأت العمل على زيادة حرية الصحافة، وتفعيل دور وسائل الإعلام. في أواخر 2009 ظهرت عدة مشاكل أمنية على التوالي بعد قتل الشرطة وقوات الجيش لعدة مواطنين في حوادث متتالية دون اقتراف ذنب واضح، لحقتها عدة مظاهرات احتجاجاً على العنف المفرط لقوات الأمن.
كان من الأسباب الرئيسة للإحتجاجات الأردني في عام 2011 تردي الأحوال الاقتصادية وغلاء الأسعار وانتشار البطالة. وقد بدأت هذه المَسيرات يوم 14 يناير/كانون الثاني 2011 بعد صلاة الجُمعة واستمرت في الأسابيع التالية. طالب المتظاهرون بإصلاح النظام وتحقيق إصلاحات سياسية عاجلة وإسقاط الفساد وإسقاط اتفاقية السلام الأردنية الإسرائيلية المعروفة باتفاقية وادي عربة.
أنضم الأردن إلى ست من اتفاقيات الأمم المتحدة الرئيسية السبع المعنية بحقوق الإنسان، ومنها; العهدان الدوليان الخاصان بالحقوق المدنية والسياسية، والحقوق الاقتصادية والاجتماعية والثقافية"(1975)، بالإضافة إلى "اتفاقية مناهضة التعذيب وغيره من ضروب المعاملة القاسية واللاإنسانية والمهينة "(1991)، كما أنضم الأردن كذلك إلى سبع من اتفاقيات منظمة العمل الدولية الثماني، المعنية بحقوق الإنسان. يتوافر في الأردن معظم أنماط المؤسسات المعنية بحقوق الإنسان، بدءاً من المؤسسات الوطنية إلى اللجان البرلمانية، والمنظمات غير الحكومية المعنية بحقوق الإنسان.
أصدر المركز الوطني لحقوق الإنسان تقريره السنوي السابع عن حالة حقوق الأنسان في الأردن للعام 2010. حيث أعتبر أن قانون الانتخاب المؤقت الذي جرت على أساسه الانتخابات للبرلمان السادس عشر مخيباً لآمال المواطنين ومطالب القوى الفعاليات السياسية والحزبية والنقابية والمدنية لانه "لم ينتشل الحياة السياسية والحزبية في المملكة من وهدتها ويطلق مسيرة الإصلاح السياسي ويدفع العملية الديمقراطية. كما أن هناك تباطئ في تكوين نقابة للمعلمين التي هي حق لهم كفله الدستور، مما أدى إلى أعتصامات وأستياءات واسعة النطاق في المملكة من قبل المعلمين. وأظهر التقرير الوطني لحقوق الإنسان أن عام 2010 لم يشهد أي مبادرة جدية لإطلاق وتعزيز الحريات العامة وخاصة حرية الرأي والتعبير وحرية الصحافة والإعلام، وحرية الاجتماع وحرية تأسيس النقابات والجمعيات. أتهمت منظمة هيومن رايتس ووتش، الأردن بخنق المعارضة وكبح حرية التعبير، وأشارت المنظمة إلى أن السلطات الأردنية حاكمت المعارضين السلميين وحظرت التجمعات السلمية للاحتجاج على سياسات الحكومة. كما قالت المنظمة أيضا أن الجامعات الأردنية لا يمكن اعتبارها مؤسسات حرة للتعليم إذا كان ضباط الأجهزة الأمنية يضيقون الخناق على اولئك الذين يفكرون بالنقد، ويتدخلون في أنشطتهم السلمية. في يوم 27 يناير/كانون الثاني 2011 م اتهمت منظمة هيومن رايتس ووتش (مراقبة حقوق الإنسان) حكومة الأردن بالتضييق على الحركات المُعارضة وخنق حرية التعبير في البلاد، وطالبتها بأن تتيح للشعب التعبير عن موقفه سلمياً بحرية.

## نظرة عامة
بدء الاحتجاجات الأردنية 2011 في أعقاب الاضطرابات في تونس ومصر. ابتداء من يناير 2011، قام عدة آلاف الأردنيين المظاهرات الأسبوعية والمسيرات في عمان (العاصمة) وغيرها من المدن للاحتجاج على الفساد الحكومي، وارتفاع الأسعار، وتفشي الفقر، وارتفاع معدلات البطالة. وردا على ذلك استبدال الملك عبد الله الثاني رئيس وزرائه وشكلت لجنة الحوار الوطني مع ولاية لتنفيذ الإصلاحات. وقال الملك رئيس الوزراء الجديد إلى «اتخاذ خطوات سريعة وملموسة، والخطوات العملية لإطلاق عملية إصلاح سياسي حقيقي»، «لتعزيز الديمقراطية»، وتوفير الأردنيين مع «الحياة الكريمة التي يستحقونها.» ودعا ل«مراجعة فوري» للقوانين التي تحكم السياسة والحريات العامة. ومنذ ذلك الحين، وقد أظهرت تقارير النتائج الأولية جيدة ولكن الكثير من العمل ما زال يتعين القيام به.
مؤشر الديمقراطية العربي 2010 من مبادرة الإصلاح العربي احتل الأردن المرتبة الأولى في ولاية اصلاحات ديمقراطية من خمس عشرة دولة عربية.
سجل الحريات المدنية والحقوق السياسية 5 و 6 على التوالي في الحرية فريدوم هاوس «في التقرير العالمي لعام 2011، حيث 1 هو الأكثر مجاني و7 هو الأقل حرة. هذا حصل مكانة الأردن» غير حرة. احتل الأردن المرتبة قبل 6، وراء 4، ونفس 8 دول في منطقة الشرق الأوسط وشمال أفريقيا.
المجالات المثيرة للقلق فيما يتعلق بحقوق الإنسان في الأردن ما يلي:
- قيود على حق المواطنين في تغيير حكومتهم سلميا؛
- حالات الحرمان التعسفي من الحياة، والتعذيب، وسوء ظروف السجن والإفلات من العقاب، والاعتقال التعسفي والحرمان من المحاكمة العادلة من خلال الاعتقال الإداري، والاحتجاز لفترات طويلة.
- انتهاكات لمعايير المحاكمة العادلة، والتدخل الخارجي في القرارات القضائية.
- التعديات على حقوق الخصوصية؛
- محدودة حرية التعبير والصحافة، وتدخل الحكومة في وسائل الإعلام والتهديدات من الغرامات والاعتقال التي تشجع على الرقابة الذاتية.
- الحريات المقيدة التجمع وتكوين الجمعيات؛
- يبقى التمييز والمضايقات التي يتعرض لها النساء القانوني والمجتمعي مصدر قلق، وإن كانت هناك تحسينات كبيرة في السنوات الأخيرة؛
- التمييز والمضايقات التي يتعرض لها الأقليات الدينية والمتحولين من الإسلام القانوني والمجتمعي والقلق، على الرغم من أنه اعترف على نطاق واسع الأردن باعتباره مؤيدا قويا للحريات الدينية.
- التمييز القانوني والمجتمعي والمضايقات التي يتعرض لها أعضاء مثليه، مثلي الجنس، والمخنثين، والمتحولين جنسيا المجتمع.
- فقدان الجنسية الأردنية من قبل بعض المواطنين من أصل فلسطيني.
- حقوق العمال مقيدة.
- حالات الاعتداء على عمال المنازل الأجانب.

## الديمقراطية
الأردن ملكية دستورية يحكمها الملك عبد الله الثاني بن الحسين. يركز الدستور السلطة التنفيذية والتشريعية في الملك.
الأردن لديه السلطة التشريعية من مجلسين، مجلس الأمة، ويتألف من مجلس الشيوخ ومجلس الأعيان الذي يعينه الملك ومجلس النواب المنتخب، ومجلس النواب. أعضاء مجلسي النواب مناصبهم لمدة أربع سنوات. هناك 60 مقعدا في مجلس الشيوخ، و120 في مجلس النواب. في مجلس النواب محجوزة 12 مقعدا للنساء و 9 مقاعد للمرشحين المسيحيين، 9 للمرشحين البدو، و3 للأردنيين من الشيشان أو أصل شركسي. مجلس الأعيان مسؤولة أمام مجلس النواب، ويمكن فصلهم «تصويت بحجب الثقة». للملك أن يحل مجلس الأمة، مما اضطر انتخابات جديدة. فعل الملك عبد الله انه في يوم 24 نوفمبر 2009، والحكومة التي يحكمها المرسوم من خلال أكثر من 2010، حتى تجرى انتخابات جديدة في نوفمبر تشرين الثاني. وقد اعتبرت الانتخابات البرلمانية ذات مصداقية من قبل المراقبين الدوليين. علامات الملك وينفذ جميع القوانين، ولكن حق النقض له يمكن التغلب عليه من ثلثي الأصوات في الجمعية الوطنية. السلطة القضائية مستقلة تماما. تقرير قوات الأمن إلى السلطات المدنية.
لا ينص القانون على حق المواطنين في تغيير الملك أو الحكومة. الملك يعين ويقيل رئيس الوزراء ومجلس الوزراء، ومجلس الأعيان، والقضاة، قد حل البرلمان، أوامر الجيش، ويوجه مبادرات رئيسية في السياسة العامة. مجلس الوزراء، بناء على توصية رئيس الوزراء، بتعيين رؤساء بلديات عمان، وادي موسى (البتراء)، والعقبة، منطقة اقتصادية خاصة. ويتم انتخاب رؤساء بلديات في 93 بلديات أخرى.
حركات المعارضة قانونية في الأردن وتشارك في الحياة السياسية في الأردن. الحكومة تراخيص الأحزاب السياسية وغيرها من الجمعيات وتحظر العضوية في الأحزاب السياسية غير المرخصة. وهناك أكثر من 30 حزبا سياسيا المرخصة، لكن عددا قليلا فقط يكون لها تأثير كبير على المستوى الوطني.
احتل الأردن المرتبة 6 من بين 19 دولة في منطقة الشرق الأوسط وشمال أفريقيا، و50 من أصل 178 بلدا في جميع أنحاء العالم في مؤشر إدراك الفساد 2010 الصادر عن منظمة الشفافية الدولية. نتيجة 2010 مؤشر أسعار المستهلك في الأردن 4.7 على مقياس من 0 (فاسد جدا) إلى 10 (نظيف جدا). صادق الأردن على اتفاقية الأمم المتحدة لمكافحة الفساد في فبراير 2005 وكانت رائدة إقليميا في قيادة الجهود الرامية إلى تعزيز اتفاقية مكافحة الفساد وتنفيذها.

## الحرية من التعبير والصحافة، والتعبير
وينص الدستور الأردني على حرية التعبير وحرية الصحافة. ومع ذلك، فإن الحكومة لا تحترم تماما هذه الحقوق في الممارسة العملية. اختتمت وحرية الصحفيين مؤسسة مدنية في تقريرها السنوي لعام 2009 المركز الوطني للدفاع عن مقرها عمان أن الحريات الإعلامية تدهورت في عام 2009.
احتل الأردن المرتبة 141 من أصل 196 بلدا في جميع أنحاء العالم، وكسب الحالة «غير حرة» في الحرية فريدوم هاوس في التقرير الصحافة عام 2011. وكان الأردن الصحافة الأكثر حرية 5 من 19 دولة في منطقة الشرق الأوسط وشمال أفريقيا.
في مؤشر حرية الصحافة 2010 التي تحتفظ بها منظمة مراسلون بلا حدود، احتل الأردن المرتبة 120 من أصل 178 دولة مدرجة، 5 من 20 دولة في منطقة الشرق الأوسط وشمال أفريقيا. وكانت النتيجة الأردن 37 على مقياس من 0 (الأكبر) إلى 105 (الأقل).
وينص القانون على السجن لمدة تصل إلى ثلاث سنوات، بتهمة إهانة الملك، التشهير بالحكومة أو أجنبي القادة والإساءة إلى المعتقدات الدينية، أو إثارة الفتنة الطائفية والفتنة. في ممارسة المواطنين عموما قادرا على انتقاد الحكومة، على الرغم من أن يقال أنها توخي الحذر في الحديث عن الملك والأسرة المالكة، والمخابرات العامة مديرية (دائرة المخابرات العامة)، ومواضيع أخرى حساسة مثل الدين.
وتستمر الحكومة في فرض حظر على نشر بعض الكتب لأسباب دينية وأخلاقية وسياسية، تم تحرير بعض الأفلام الأجنبية قبل إطلاقها، وسائل الإعلام رقابة مباشرة وغير مباشرة. السلطات تراقب والمطابع الرقابة وتحرير المواد التي تعتبر الهجوم قبل أن يتمكنوا من طباعتها. مطالبة الصحفيين تستخدمها الحكومة مخبرين في غرف الأخبار وأن المسؤولين في دائرة المخابرات العامة ترصدها التقارير. يقال المحررين يتلقى اتصالات هاتفية من مسؤولين أمنيين توجيههم كيفية تغطية الأحداث أو الامتناع عن تغطية بعض الموضوعات أو الأحداث. كما ورد مسؤولون حكوميون رشوة الصحفيين للتأثير على تقاريرهم. ملاحظة المراقبين وسائل الإعلام أنه عندما تغطي موضوعات مثيرة للجدل، وذكرت الإذاعة الأردنية والتلفزيون ووكالة الأنباء الأردنية المملوكة للحكومة موقف فقط للحكومة.
تقرير الصحفيين أن خطر الاعتقال والسجن بموجب قانون العقوبات لمجموعة متنوعة من الجرائم، وغرامات صارمة تصل إلى 20,000 دينار (28,000 $) في إطار قانون الصحافة والمطبوعات بتهمة التشهير يؤدي إلى الرقابة الذاتية. ووفقا لمركز 2009 للدفاع عن حرية الصحفيين الاستطلاع، 95 في المئة من الصحفيين شملهم الاستطلاع تمارس الرقابة الذاتية. وأفاد الاستطلاع أيضا أن 70٪ من الصحفيين يعتقدون ان الحكومة استخدمت «الاحتواء الناعم»، مثل الدعم المالي والمنح الدراسية للأقارب، ودعوات خاصة، للسيطرة على وسائل الاعلام في المتوسط إلى درجة عالية. وقالت أربعة وتسعون في المئة انهم تجنب الكتابة عن أو بث المسائل العسكرية، وقال 83 في المئة انهم تجنب مناقشة المواضيع الدينية.
كانت هناك العديد من الحالات التي منعت الحكومة الصحفيين من تغطية القضايا المعروضة على المحاكم رفيعة المستوى. على سبيل المثال، يحظر على النائب العام محكمة أمن الدولة الصحافة من تغطية أو التعليق على القضية من مشروع توسعة شركة مصفاة البترول الأردنية دون موافقة شخصية له، بدعوى السماح للسلطات القضائية للعمل «بهدوء» على القضية.
وكان اشتباك بين وسائل الإعلام الأردنية ومجلس النواب صراع المزمن على مدى عقود. حالة حرية الصحافة في الأردن متقلب جدا، عند نقطة واحدة كان الأردن واحدا من وسائل الإعلام الأكثر صخبا في العالم العربي، ولكن سلسلة من القوانين التي يقرها البرلمان مقيد بشكل كبير من حرية الصحافة. وكانت وسائل الإعلام الأردنية صريحين جدا التعبير عن معارضتها نحو البرلمان غالبا ما يؤدي إلى وقوع اشتباكات. وكتب أحد الصحفيين الأردنيين مادة النارية تسمى «في سبيل الله، عبد الله»، والذي دعا الملك عبد الله إلى حل مجلس النواب الفاسدين. حوكم عليه من قبل مجلس النواب، ولكن تمت تبرئته في وقت لاحق من قبل القضاء.
في أكتوبر 2001، عدلت الحكومة قانون العقوبات وأدخلت قانون الصحافة المقيد أن تلغي فعالية الحرية النسبية الصحافة التي يكفلها قانون الصحافة عام 1993، ويعاقب على أي فعل يمكن أن تنتقد الحكومة الأردنية. أي شخص «الافتراءات» الملك أو غيرها من العائلة المالكة يمكن أن يحكم عليه بالسجن لمدة ثلاث سنوات. وقد أدى إدخال هذه القوانين الجديدة على اعتقال وسجن العديد من الصحفيين وقادة الجمعيات السلمية.
في مايو 2006، واثنين من الصحفيين تشارك في إعادة طباعة ثلاثة من صحيفة يولاندس بوستن 12 صدرت محمد الرسوم حكما بالسجن لمدة شهرين. وكان الأردن البلد الإسلامي الوحيد لإعادة طبع هذه الرسوم الدنماركية المسيئة للنبي محمد في إحدى صحفها. وأقال محرري الصحف الأردنية اثنين من المسؤولين وضغوط لإصدار اعتذار علني.

### الرقابة على الإنترنت
يتم سرد الأردن تشارك في تصفية الإنترنت انتقائية في المجال السياسي، وكما تبين عدم وجود دليل على تصفية في القطاع الاجتماعي والصراع / الأمن، وأدوات الإنترنت المجالات التي مبادرة الشبكة المفتوحة في أغسطس 2009. رقابة الإنترنت في الأردن خفيف نسبيا، مع تصفية تطبق بشكل انتقائي لسوى عدد قليل من المواقع. ومع ذلك، فإن القوانين واللوائح وسائل الإعلام تشجع قدرا من الرقابة الذاتية في الفضاء الإلكتروني، وبحسب ما ورد تم استجواب المواطنين واعتقلت لمحتوى ويب التي تأليف. وتركز الرقابة على الإنترنت في الأردن أساسا على القضايا السياسية التي يمكن أن ينظر إليها على أنها تشكل تهديدا للأمن القومي بسبب البلاد على مقربة من المناطق الساخنة الإقليمية إسرائيل، العراق، لبنان، والأراضي الفلسطينية.
في عام 2013، ومع ذلك، بدأت دائرة المطبوعات والنشر حظرا على المواقع الإخبارية الأردنية التي لم تسجل وتم المرخص لها من قبل وكالة حكومية. الأمر الصادر لهيئة تنظيم قطاع الاتصالات يحتوي على قائمة تضم أكثر من 300 مواقع ليكون قد تم حظره. وكان التسجيل الإجباري من المواقع جزء من التعديلات التي أدخلت على قانون الصحافة والمطبوعات في سبتمبر 2012. وتضمنت التعديلات المقالات التي ستعقد المواقع الاخبارية على الإنترنت مسؤولة عن تعليقات القراء اليسار، تمنعهم من نشر التعليقات التي تعتبر «غير ذي صلة» أو«لا علاقة» لهذه المادة. تسبب في تقييد عدة مواقع بارزة لإيقاف تعليقات أقسامها. يرجى ملء المواقع الاخبارية على الإنترنت لأرشفة جميع التعليقات لمدة ستة أشهر على الأقل.

## حرية الدين
ينص الدستور الأردني على حرية ممارسة دينه وفقا للعادات في المملكة، ما لم يخل بالنظام العام أو الآداب العامة. دين الدولة هو الإسلام. وتحظر الحكومة التحول من الإسلام والجهود المبذولة لتبشير المسلمين. في حين التبشير للمسيحيين قد لا تكون محظورة، وعلى قدم المساواة لا يفضل ذلك وأعاق جدا مع الروتين البيروقراطي الذي يجعل من شبه المستحيل لإضفاء الشرعية.
وأشار التقرير الدولي في وزارة الخارجية الأميركية للحرية الدينية لعام 2009 أن هناك «أي تقارير عن ممارسة أي دين كان محظورا» في الأردن. في الواقع، لقد تم تسليط الضوء على الأردن كنموذج للحوار بين الأديان. وخلصت الدراسة أيضا إلى أنه في العام الماضي كانت هناك «أي تقارير عن إساءة الاستخدام أو الإهمال» المواقع الدينية المتنوعة في المملكة، وكذلك لم ترد تقارير عن «التحرش والتمييز، أو قيود» للمصلين.
إلى جانب أخر المسيحيين في المناظر الطبيعية السياسية والاقتصادية للمملكة. واحد على الأقل المسيحي منصبا وزاريا في كل حكومة، محجوزة تسعة مقاعد في البرلمان المكون من 120 مقعدا للمسيحيين، ويتم تعيين عدد مماثل لمجلس الأعيان من قبل الملك. وبالإضافة إلى ذلك، فقد ازدهرت المسيحيين تقليديا في المملكة إلى الحد الذي يعتقد المسيحيون الأردنية لامتلاك أو تشغيل نحو ثلث الاقتصاد الأردني الرغم من أنهم يشكلون سوى 6٪ من مجموع السكان. أنها تخدم في الجيش، وكثير منهم مناصب رفيعة في الجيش، وأنها أقامت علاقات جيدة مع العائلة المالكة. وكان البابا إلى الأردن، حيث رحب به العائلة المالكة.

## الاتجار والعمال المهاجرين البشري
الأردن مقصدا للنساء والرجال يتعرضون للاتجار بالأشخاص، وتحديدا ظروف العمل القسري، وإلى حد أقل، والبغاء القسري. الأردن ربما بلد المصدر والعبور للنساء والرجال يتعرضون لظروف العمل القسري والاستغلال الجنسي التجاري القسري. هناك أيضا تقارير عن عمالة الأطفال الأردني تعاني من ظروف العمل القسري.
يقال يتعرضون المغربية والمرأة التونسية للبغاء القسري بعد الهجرة إلى الأردن للعمل في المطاعم والنوادي الليلية. وبالإضافة إلى ذلك، عدد قليل من الصينية، بنجلاديش، الهند، سريلانكا، واجه الرجال والنساء الفيتنامية الظروف تدل على العمل القسري في عدد قليل من المصانع في قطاع الملابس، بما في ذلك المصانع في المناطق الصناعية المؤهلة في الأردن، مثل حجب غير قانوني جوازات السفر، الاعتداء تأخر دفع الأجور، و، في حالات قليلة، اللفظي والجسدي. يقال حالات العمل القسري استمر في الانخفاض بسبب عمليات تفتيش العمل المحسنة والإجراءات الأخيرة الأخرى التي تقوم بها الحكومة في قطاع الملابس. المنظمات غير الحكومية ووسائل الإعلام أيضا بالإبلاغ عن العمل القسري من العمال المصريين في قطاعات البناء والزراعة والسياحة. قد يكون المطارات الأردنية نقاط عبور للرجال بين الجنوب وجنوب شرق آسيوية والنساء في طريقها لفرص العمل في دول الشرق الأوسط الأخرى، حيث أنها تجربة الاستغلال في العمل بعد وصولهم. يمكن استغلال بعض الأطفال الأردنيين العاملين داخل البلد والباعة المتجولين والنجارين، والرسامين، والميكانيكا، خادمات، موظفي المطعم، أو العمال الزراعيين في حالات العمل القسري.
في عام 2009، وافقوا على قانون مكافحة الاتجار بالبشر من قبل الحكومة الذي يقيد بشدة الاتجار بالبشر في المملكة ويخلق لجنة لتعزيز الوعي العام حول هذه القضية. عمل الأردن بالتعاون مع الحكومة الفلبينية إلى اتفاق الذي أعطى مجموعة واسعة من حقوق العمال المنزليين والحصول على الحماية القانونية، وأول دولة عربية تفعل ذلك.
لوائح جديدة لتنظيم ظروف العمل لجميع العاملين في المنازل تقضي ساعات العمل القصوى، والحق في العطلات والإجازات المرضية، واستحقاق الخادمات المنزليات على اتصال منتظم مع عائلاتهم. وفقا لمنظمة العفو الدولية، على الرغم من معالجة القضايا الهامة، وصيغت اللوائح فضفاضة وقابلة للتأويل في بعض النواحي، تفشل في تحديد آليات للأجور تحديد، أو لحل المشاكل الطويلة الأمد المتعلقة عدم دفع الأجور أو انخفاض الأجور. كما أنها لا توفر ضمانات فعالة ضد العنف الجسدي والاعتداء الجنسي من قبل أرباب العمل للعمال المنزليين، فإن الغالبية العظمى منهم هم من النساء، ويبدو أن وضع النساء المعرضات للخطر من خلال إلزام العاملات في المنازل للحصول على إذن صاحب العمل قبل مغادرة منزلهم.
في حين كان هناك بعض التحسن في مجال مكافحة الاتجار بالبشر، لا تزال الأردن بلد المستوى 2 (البلدان التي الحكومات لا تمتثل امتثالا تاما لضحايا الاتجار بالبشر الولايات المتحدة معايير قانون حماية في الدنيا، لكنها تبذل جهودا كبيرة لتقديم أنفسهم إلى الامتثال لتلك المعايير) في الاتجار وزارة الخارجية الأمريكية في تقرير أشخاص عام 2010 بسبب مساعدة الضحايا، ورفع مستوى الوعي العام، ومعاقبة المتاجرين، والتعاون الفعال مع سفارات الدول المصدر لا تزال محدودة.

## بلا حدود العنف والتعذيب، والقتل دفاعا عن الشرف
التعذيب غير قانوني في الأردن، إلا أنه لا يزال على نطاق واسع. ووفقا لتقرير صادر عن منظمة العفو الدولية، وكلاء الاستخبارات في الأردن وكثيرا ما تستخدم التعذيب لانتزاع الاعترافات من المتهمين بالإرهاب. وتشمل أساليب مشتركة، «الضرب والحرمان من النوم، والحبس الانفرادي الموسعة، وتعليق البدني.» يتم التعامل مع الفلسطينيين والإسلاميين المشتبه بهم خصوصا بقسوة. على الرغم من الأردن وتحسين العديد من الإجراءات بما في ذلك حملة إصلاح السجون في شراكة مع الاتحاد الأوروبي في هذا الصدد، يبقى كلاء في دائرة المخابرات العامة المناعة إلى حد كبير للعقاب.
في مايو 2010، وكرر لجنة الأمم المتحدة لمناهضة التعذيب مخاوف قديمة في فشل الأردن في التحقيق والمقاضاة في مزاعم التعذيب، لتوفير الحماية الكافية ضد التعذيب، ومحاكمة الجناة وفقا لخطورة الجريمة. وأشارت إلى «الادعاءات العديدة، بما يتفق وذات مصداقية لممارسة واسعة الانتشار والروتينية للتعذيب وسوء المعاملة» بما في ذلك إدارة المخابرات العامة (المخابرات العامة)، والاحتجاز قسم المباحث الجنائية. إلا أن الحكومة لم تستجب لتوصيات اللجنة.
ووفقا لرنا الحسيني من صحيفة جوردان تايمز، كانت هناك 12 سجلت جرائم «الشرف» في الأردن خلال الفترة من يناير إلى نوفمبر 2010. هذه ما يسمى ب «جرائم الشرف»، وقتل قريباتهم يشتبه في علاقات غير مشروعة، وغالبا ما يعاقب على محمل الجد من قبل الشرطة والمحاكم. وكانت هناك عدة محاولات لإدخال عقوبات قاسية على جرائم الشرف، ولكن، حتى مع وجود دعم قوي من العائلة المالكة، وقد تم رفض هذه المحاولات من قبل مجلس النواب في الأردن. في مايو 2010، أصدرت الحكومة مرسوما التعديلات التي أدخلت على قانون العقوبات لضمان أن جرائم «الشرف» تتلقى عقوبة الكاملة للقانون.

## عقوبة الموت
بعد وقف منذ عام 2006 كان هناك أحد عشر الإعدام في 21 ديسمبر عام 2014، وجميع المعتقلين الرجال أدين بتهمة القتل. خفضت التعديلات التي أدخلت على قانون العقوبات في عدد من الجرائم المعاقب عليها بالإعدام. أمن الدولة والتهريب والحرق يؤدي إلى الوفاة، والتحريض على حالات الشغب المسلحة وجود جرائم العاصمة أطول. في مارس 2010، أعلن وزير العدل أن جريمة الاغتصاب قد تتوقف عن ان تكون جريمة عقوبتها الإعدام. في المستقبل فمن المحتمل أن عقوبة الإعدام ستقتصر على حالات القتل.
في نهاية عام 2010 أعلنت الحكومة أن 46 شخصا كانوا تحت فرضت عقوبة الإعدام وستة أحكام جديدة بالإعدام خلال العام. تقارير منظمة العفو الدولية تسعة أحكام جديدة بالإعدام في عام 2010.

## اعتقال والاحتجاز وعادلة ومحاكمات سريعة، وظروف السجن
ويحظر القانون الأردني الاعتقال التعسفي والاحتجاز، ولكن وفقا لجماعات حقوق الإنسان المحلية والدولية، والحكومة لا تلتزم دائما هذا الحظر في الممارسة العملية.
المواطنين والمنظمات غير الحكومية ويزعم أن الحكومة مستمرة في احتجاز الأفراد، بما في ذلك أعضاء المعارضة السياسية، لأسباب سياسية، وأن حكام استمر استخدام الاعتقال الإداري على ما يبدو أن هناك أسباب سياسية. في حالات قليلة، ذكرت وسائل الإعلام ومنظمات حقوق الإنسان أن السلطات أبقت المحتجزين في الحبس الانفرادي وحرمتهم من الاتصال بمحامين.
وادعى مراقبو حقوق الإنسان أن الشرطة بعمليات اعتقال قبل الحصول على إذن قضائي، والنيابة العامة تفشل في توجيه اتهامات أو طلب التمديد في الوقت المناسب. النيابة العامة تطلب بشكل روتيني ويتم منح التمديدات التي تزيد من فترة لتوجيه اتهامات رسمية لمدة ستة أشهر لجناية وشهرين في الجنح. هذه الممارسة يمكن أن يطيل الاحتجاز السابق للمحاكمة لفترات طويلة. تقرير عدم السماح للبعض المعتقلين الوصول في الوقت المناسب إلى محام، ولكن تسمح السلطات عموما الزيارات التي يقوم بها أفراد الأسرة.
في المرافق التي تديرها من قبل مديرية المخابرات العامة (المخابرات العامة) وهناك مزاعم فترات طويلة من الحبس الانفرادي، والاعتقال السابق للمحاكمة طويلة دون إبلاغه التهم، وعدم السماح للمتهمين بلقاء محاميهم أو السماح الاجتماعات فقط قبل وقت قصير من المحاكمة.
بموجب قانون منع الجريمة، قد المحافظين احتجاز الأفراد المشتبه في التخطيط لارتكاب جريمة أو أولئك الذين يزعم اللصوص والمأوى، وسرقة عادة، أو تشكل خطرا على الجمهور، وأنهم في الواقع تستخدم هذا الحكم على نطاق واسع. المتهمين يخضعون للسجن أو الإقامة الجبرية ب «الاعتقال الإداري» دون توجيه اتهامات رسمية. قد يكون أمر اعتقال لطالما سنة واحدة، ولكن يمكن أن حكام تفرض أوامر جديدة لإطالة أمد الاحتجاز. أشارت المنظمات غير الحكومية الدولية والوطنية التي حكام أساء القانون بشكل روتيني، حبس الأفراد عندما لم يكن هناك ما يكفي من الأدلة لإدانتهم وإطالة احتجاز السجناء الذين انتهت الأحكام. كما كان يستخدم على نطاق واسع للقانون لحبس النساء المعرضات لخطر الوقوع ضحية جريمة شرف.
وينص القانون الأردني على استقلالية القضاء. ومع ذلك، استقلال القضاء في الممارسة قد تتعرض للخطر من قبل المحسوبية ونفوذ المصالح الخاصة.
يفترض القانون أن جميع المتهمين أبرياء حتى تثبت إدانته. لا تستخدم المحلفين. معظم المحاكمات في المحاكم المدنية مفتوحة وسليمة من الناحية الإجرائية، ولكن يجوز للمحكمة أمن الدولة (SSC) إغلاق أعمالها للجمهور. ويحق للمتهمين المستشار القانوني، شريطة على نفقة الدولة للمعوزين في الحالات التي تنطوي على عقوبة الإعدام أو السجن مدى الحياة المحتملين. في كثير من الحالات المتهمين ليس لديهم تمثيل قانوني. يمكن أن المتهمين تقديم شهود نيابة عنهم، واستجواب الشهود ضدهم. تم منح محامي الدفاع عموما الاطلاع على الأدلة التي تسيطر عليها الحكومة ذات الصلة بقضايا موكليهم. ويمكن للمتهمين استئناف الاحكام والطعون هي تلقائية لحالات تنطوي على عقوبة الإعدام.
هناك مشاكل كبيرة مع الأوضاع في السجون، بما في ذلك الخدمات القانونية الفقيرة، تحت الموظفين، وعدم كفاية الغذاء والرعاية الصحية والمعايير الصحية السيئة، وسوء التهوية ودرجات الحرارة القصوى، وعدم كفاية فرص الحصول على المياه الصالحة للشرب، غير فعالة برامج ما قبل النشر وبعد الإفراج عنه، وعدم كفاية الرعاية الطبية الطارئة الأساسي. تقرير بعض المعتقلين سوء المعاملة وسوء المعاملة من قبل الحراس. لا تزال الإضراب عن الطعام مشتركة، ولكن انخفضت أعمال الشغب في السجون ومزاعم سوء المعاملة. تخفيض بناء أربعة سجون جديدة الاكتظاظ إلى حد ما.

## حقوق المرأة
صنفت فريدوم هاوس حقوق المرأة في خمس فئات، كل سجل من (أدنى مستوى الحرية) 1-5 (أعلى مستوى):
| الفئة                           | 2004 | 2009 |
| ------------------------------- | ---- | ---- |
| عدم التمييز والوصول إلى العدالة | 2.4  | 2.7  |
| الحكم الذاتي والأمن وحرية الشخص | 2.4  | 2.7  |
| حقوق الاقتصادية وتكافؤ الفرص    | 2.8  | 2.9  |
| الحقوق السياسية والصوت المدني   | 2.8  | 2.9  |
| الاجتماعي والحقوق الثقافية      | 2.5  | 2.9  |

عام 2009 من 18 منطقة الشرق الأوسط وشمال أفريقيا الدول (MENA) التي شملتها الدراسة، في المرتبة الأردن في الثلث العلوي من كل فئة (بين 4 و 7).
الفرص الاقتصادية المحدودة هي واحدة من الأسباب الرئيسية لعشرات الفقراء في العديد من الفئات المذكورة أعلاه. فهي ليست مجرد التمييز الذي يمثل ارتفاع معدلات البطالة، ولكن أيضا حقيقية الصعوبات الاقتصادية ونقص فرص العمل. «انكماش القطاع العام يؤثر على النساء بشكل غير متناسب، وموقع وظائف الأمور أكثر بالنسبة للنساء أكثر من الرجال، ويبقى التمييز في القطاع الخاص».
في عام 2005 انتقد فريدوم هاوس الأردن لسجلها في مجال حقوق الفقراء نسائها، لكنه اعترف أيضا أن "وضع المرأة في الأردن تشهد حاليا تحولا تاريخيا، مع النساء تحقيق عدد من المكاسب الإيجابية وحقوق جديدة.”
منحت المرأة المتعلمة حق الانتخاب في عام 1955، لكنه لم يكن حتى عام 1974 أن جميع النساء على حق التصويت والانتخاب والترشيح في الانتخابات البرلمانية. في عام 1993، تم انتخاب أول مرشحة لمجلس النواب في البرلمان وعين أول امرأة في مجلس الشيوخ. تولت المرأة مناصب حكومية رفيعة المستوى في أعداد أكبر، والحصول على التعيينات وزراء ونواب بوتيرة متزايدة. تم تعيين بمعدل ثلاث حقائب وزارية للنساء في كل مجلس الوزراء منذ عام 2004، ونظام الحصص القائم على نوع الجنس، لأول مرة لمجلس النواب في عام 2003، تم توسيع للمجالس البلدية في عام 2007.
من عام 2004 وحتى نهاية عام 2009، قدمت الحركة النسائية عددا من المكاسب الهامة، بما في ذلك نشر اتفاقية القضاء على جميع أشكال التمييز ضد المرأة (سيداو) في الجريدة الرسمية، والتي أعطاها قوة القانون. بالإضافة إلى ذلك، اتخذت الحكومة خطوات لمعالجة مشكلة العنف المنزلي، بما في ذلك فتح فبراير 2007 المأوى أول امرأة كبيرة في البلاد، والمصالحة بيت العائلة، وإصدار مارس 2008 من قانون حماية الأسرة، وتهدف إلى تنظيم التعامل مع القضايا المحلية سوء المعاملة من قبل العاملين في المجال الطبي وهيئات إنفاذ القانون.
اليوم، تتمتع المرأة الأردنية بشكل كبير المساواة القانونية في حرية التنقل، والرعاية الصحية، والتعليم، والمشاركة السياسية، وفرص العمل. و، في حين أن المواقف من ضباط الشرطة والقضاة، وأعضاء النيابة العامة فيما يتعلق بمعاملة ضحايا العنف وجرائم الشرف المحلية قد شهدت تحولا إيجابيا في السنوات الأخيرة، لا يزال العنف القائم على نوع الجنس مصدر قلق خطير. النساء قد ضرب المبرح، أو حتى قتلت، إذا كانت عصيان أعضاء الأسرة من الذكور أو ارتكاب فعل يعتبر «غير مشرف»، مثل التنشئة الاجتماعية مع رجل غير ذات صلة.
لا يزال هناك تمييز على أساس الجنس في قوانين الأسرة، في توفير معاشات وإعانات الضمان الاجتماعي، وعلى المستوى المجتمعي اللازمة للمعايير الأبوية الراسخة التي تحد من عمالة الإناث والملكية. والنساء ليس لديهن نفس وضعية الرجل فيما يتعلق بجنسية ما. رجل أردني قد تتزوج من أجنبي وتمر على جنسيته لأولاده. لا يمكن للمرأة. ولا يمكن للمرأة منح جنسيتها لزوجها.
لم يعد يشترط النساء إلى الحصول على إذن من أولياء أمورهن على أو زوجها قبل الحصول على أو تجديد جوازات سفرهم، ولكن الآباء قد لا تزال تمنع أطفالها من السفر بغض النظر عن رغبات الأم. ويحظر على السيدات المسلمات الزواج من رجال من أديان أخرى إلا إذا وافق الزوج على اعتناق الإسلام، بينما يسمح للرجل المسلم أن يتزوج مسيحية وزوجات اليهودية.

## عمالة الأطفال والعمل القسري
عام 2013، ذكرت وزارة الخارجية الأمريكية من نتائج العمل على أسوأ أشكال عمالة الأطفال أن الأردن «حققت تقدما معتدلا في الجهود المبذولة للقضاء على أسوأ أشكال عمالة الأطفال» ولكن أن نسبة منخفضة تصل إلى 0.8٪ من الأطفال الذين تتراوح أعمارهم بين 5 إلى 14 مواصلة الانخراط في عمالة الأطفال، معظمهم في القطاع الزراعي وفي الخدمة المنزلية. في ديسمبر 2014، أصدرت الوزارة قائمة من السلع التي تنتجها عمالة الأطفال أو العمل القسري حيث الأرقام الأردن بين 74 دولة أخرى أن اللجوء إلى ممارسات العمل هذه. وأبلغ الأردن للاستفادة من العمل القسري في صناعة الملابس.

## حقوق المثليين، والمتحولين جنسيا
الأردن هو واحد من البلدان القليلة في منطقة الشرق الأوسط، حيث المثلية الجنسية قانونية، شريطة أن يحدث في القطاع الخاص، لا تنطوي على ممارسة الدعارة، وينطوي فقط بالغين برضاهم. ومع ذلك، لا تزال هناك قضايا التوجيه وهوية النوع الجنسي من المحرمات في الثقافة التقليدية والحكومة لا تعترف بالزواج المدني من نفس الجنس أو الزواج.

## مؤسسة الوطنية لحقوق الإنسان
وكان الأردن واحدا من الدول الأولى في الشرق الأوسط لإنشاء مؤسسة وطنية لحقوق الإنسان (المؤسسات الوطنية). المركز الوطني لحقوق الإنسان (المركز) في عام 2006 حصلت «أي-وضع» الاعتماد من عملية مراجعة النظراء لجنة التنسيق الدولية للمؤسسات الوطنية، ويعطيها تعزيز الوصول إلى هيئات الأمم المتحدة المعنية بحقوق الإنسان. تعرض هذا المركز لاستعراض خاص مرتين من قبل المحكمة الجنائية الدولية في عام 2007، وأكد، وقد منح ذلك مرة أخرى ووضع في إطار إجراء المراجعة العادية في عام 2010. في الاجتماع السنوي المحكمة الجنائية الدولية في مارس 2012، انتخب المؤسسة الأردنية رئيسا للشبكة من 99 مؤسسات. المفوض العام للالمركز هو الدكتور موسى بريزات.

## المعاهدات
الأردن طرف في العديد من الاتفاقيات في مجال حقوق الإنسان، بما في ذلك:
- العهد الدولي الخاص بالحقوق الاقتصادية والاجتماعية والثقافية
- العهد الدولي الخاص بالحقوق المدنية والسياسية
- الاتفاقية الدولية للقضاء على جميع أشكال التمييز العنصري
- اتفاقية القضاء على جميع أشكال التمييز ضد المرأة
- الاتفاقية التكميلية لإبطال الرق وتجارة الرقيق والأعراف والممارسات الشبيهة بالرق
- اتفاقية مناهضة التعذيب وغيره من ضروب المعاملة أو العقوبة القاسية أو اللاإنسانية أو المهينة
- اتفاقية حقوق الطفل
- البروتوكول الاختياري بشأن اشتراك الأطفال في النزاعات المسلحة
- اتفاقية بشأن حظر والإجراءات الفورية للقضاء على أسوأ أشكال عمل الأطفال
- حق التنظيم والمفاوضة الجماعية
- اتفاقية العمل القسري أو العمل الإجباري
- اتفاقية المساواة في الأجور
- اتفاقية إلغاء العمل الجبري
- التمييز (في الاستخدام والمهنة)
- اتفاقية سياسة العمالة
- اتفاقية مناهضة التمييز في التعليم

وكان الأردن البلد الوحيد في الشرق الأوسط وشمال أفريقيا الأوسط الذي هو عضو في المحكمة الجنائية الدولية، التي تحاكم أولئك الذين يرتكبون جرائم ضد الإنسانية، وجرائم الحرب والعدوان والإبادة الجماعية، حتى أصبحت تونس عضوا في عام 2011. أصبحت فلسطين عضوا في عام 2015.

## وصلات خارجية
- Review of Jordan by the مجلس حقوق الإنسان التابع للأمم المتحدة's مجلس حقوق الإنسان التابع للأمم المتحدة، 11 February 2009
- Human Rights Watch: Jordan
- Censorship in Jordan, International Freedom of Expression Exchange